# 瑞士奧林匹克協會
瑞士奧林匹克協會（英語：Swiss Olympic Association），是瑞士的國家奧林匹克委員會。該組織成立於1912年，是國際奧林匹克委員會和歐洲奧林匹克委員會的成員。1896年，首次派員參加在希臘雅典舉行的夏季奧運會。
現時，瑞士奧林匹克協會的總部設在伯恩，主席是Jürg Stahl。

## 資料來源
1. ↑  .   [2014-06-30]. （原始内容存档于2018-03-09）.